# منيشير (العقبة)
منيشير منطقة سكنية تقع في لواء القويرة، محافظة العقبة في الأردن. تنتمي المنطقة لقضاء الديسة الذي يضم 5 مناطق.بلغ عدد سكانها 807 نسمة عام 2017.

## الوصلات الخارجية
- دائرة الاحصاءات العامة